# Schönberg (Niederbayern)
Schönberg er en købstad i Landkreis Freyung-Grafenau i Regierungsbezirk Niederbayern i den tyske delstat Bayern. Den er administrationsby i Verwaltungsgemeinschaft Schönberg.

## Geografi
Schönberg ligger i Region Donau-Wald i Bayerischer Wald, og ligger med en smuk udsigt på en højderyg i 564 meters højde. Der er 38 km til Passau, til Tittling er der 15 km, til Grafenau 8 km, til Freyung 25 km, til Regen ligeledes 25 km, og til Deggendorf 33 km.

### Nabokommuner
- Innernzell
- Eppenschlag
- Spiegelau
- Grafenau
- Saldenburg

### Inddeling
Der er ud over Schönberg, følgende landsbyer og bebyggelser: Eberhardsreuth, Frohnreuth, Großmisselberg, Gumpenreit, Haibach, Hartmannsreit, Kirchberg, Klebstein, Mitternach, Rammelsberg, Seifertsreuth, Kasberg, Almosenreuth, Artmannsreuth, Gerlesreuth, Grubmühle, Hof, Kleinmisselberg, Lueg, Ochsenberg, Pittrichsberg, Pummerhof, Raben, Rötz, Schabenberg, Stadl, Weberreuth, Habernberg, Oedhof, Schreinerhof, Stadlmühle, Zehrerhof, Lettlmühle, Zehrermühle, Haibachmühle, Lederhof, Maukenreuth, Oedhäuser, Panhof og Saunstein.